# SMS Velebit
SMS Velebit – austro-węgierski niszczyciel z początku XX wieku. Dwunasta jednostka typu Huszár. Okręt wyposażony w cztery opalane węglem kotły parowe typu Yarrow.
„Velebit” wziął udział w I bitwie w Cieśninie Otranto. 22 grudnia 1916 roku o godzinie 21:30 razem z SMS „Scharfschütze”, „Dinara” i „Réka” zaatakował trawlery blokujące sieciami Cieśninę Otranto. Austro-węgierskim niszczycielom udało się zmusić je do porzucenia sieci. Jak się później okazało, ocaliły w ten sposób zaplątany w sieci okręt podwodny U-38.
Niszczyciel SMS „Velebit” przetrwał I wojnę światową i po jej zakończeniu został przekazany Włochom. Złomowany w 1920 roku.